# منطقه سبایل

جایگاه در نقشه

منطقه سبایل  (ترکی آذربایجانی: Səbail rayonu) یکی از مناطق شهری باکو در ساحل دریای خزر است. ناحیه ایچری‌شهر و بلوار باکو و همچنین شهرک‌های بادام‌دار و بی‌بی‌هیبت در این منطقه جای دارند.
تقسیمات سرزمینی اداری №۱ و №۲، شهرداری‌های بادام‌دار، بی‌بی‌هیبت و سبایل با مناطق نسیمی، یاسامال و قره‌داغ همسایه هستند.
مساحت این منطقه سبایل ۲۹ کیلومتر مربع و جمعیت آن در سال ۲۰۱۶ ۱۰۰٫۰۰۵ نفر بوده‌است.

نمایی از باکو در منطقه سبایل

## نام
نام نخست این ناحیه در آغاز بی‌بی هیبت بود و در سال ۱۹۳۱ به ژوزف استالین و در سال ۱۹۵چ به کمیساری ۲۶ باکو تغییر نام یافت. در ۲۹ آوریل ۱۹۹۲ به سبایل تغییر نام داد. یک مجموعه معماری تاریخی در حدود ۳۵۰ متر مربع جنوب غرب خلیج باکو در این بخش جای دارد.
رئیس اجرایی فعلی این ناحیه از سال ۲۰۱۵ الدار عزیزاف است.

## تاریخ
سبایل نام یک بنای تاریخی (قلعه) است که در سده ۱۳ میلادی ساخته شده و در نزدیکی خلیج باکو جای دارد و به دلیل فعالیت‌های تکتونیکی در سده ۱۴ به زیر آب رفته‌است. قلعه سبایل با دیواری سنگی (به درازای ۱۸۰ و پهنای ۴۰ متر) متشکل از ۳ برج دایره‌ای و ۱۲ برج نیم‌دایره احاطه شده‌است.
این قلعه در منابع گوناگون به‌طور مشخص به عنوان شهر زیر آب، سبایل سنگی، و کاروانسرای سبایل هم شناخته شده‌است. همچنین افسانه‌ای در مورد نام سابایل با اشاره به شهری به نام صبا واقع در نزدیکی باکو وجود دارد.

## سازمان‌ها
نهاد ریاست جمهوری آذربایجان، مجلس ملی جمهوری آذربایجان، کابینه جمهوری آذربایجان، دادگاه قانون اساسی، شهرداری باکو، دارالحکومه باکو، چندین وزارتخانه، کمیته‌های دولتی، ۱۳ سفارتخانه و دفاتر سازمان‌ها و شرکت‌های بین‌المللی در این منطقه جای دارند.
این منطقه دارای جایگاه‌های گردشگری فراوانی از جمله خیابان شهدا، پارک مفاخر باکو، بنیاد حیدر علی‌اف، مرکز بین‌المللی مقام جمهوری آذربایجان، ایچری‌شهر، میدان پرچم ملی، میدان فانتین، خیابان نظامی، بلوار باکو، میدان آزادی (آزادلیق) و تله‌کابین باکو است.
در این منطقه ۵ دانشگاه، ۱۷ مدرسه، ۱۸ کودکستان، ۳ مرکز خلاقیت برای کودکان، ۳ مدرسه ورزشی، ۳ آموزشگاه موسیقی، ۲۲ مرکز بهداشت، ۲ مجموعه ورزشی، ۴۷ هتل، ۷ تئاتر، ۵ کتابخانه، ۱۶ موزه، ۵ خانه فرهنگ، ۴ پارک و ۱۸ باغ اوقات فراغت وجود دارد.

## نگارخانه

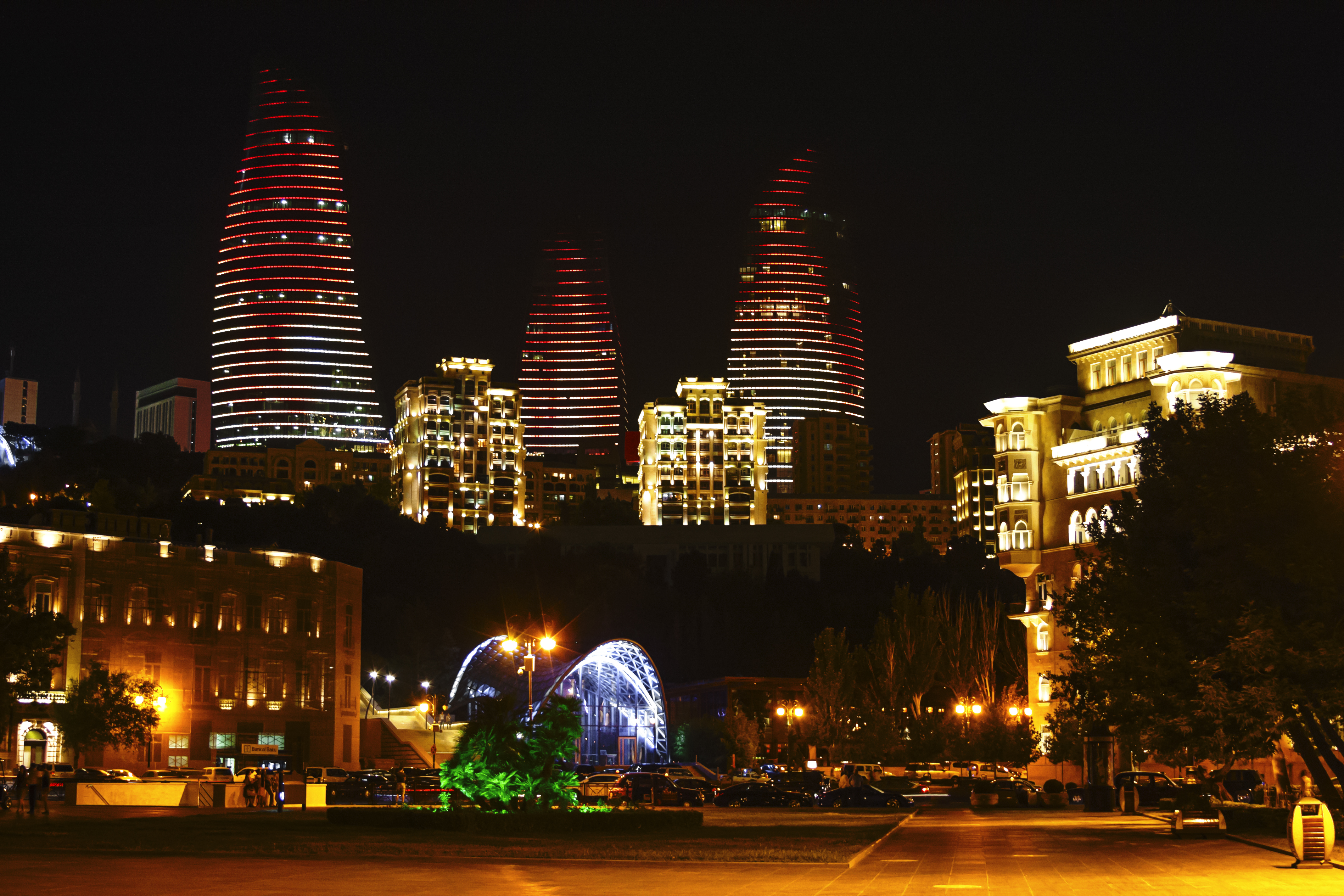
نمایی از منطقه سبایل در شب

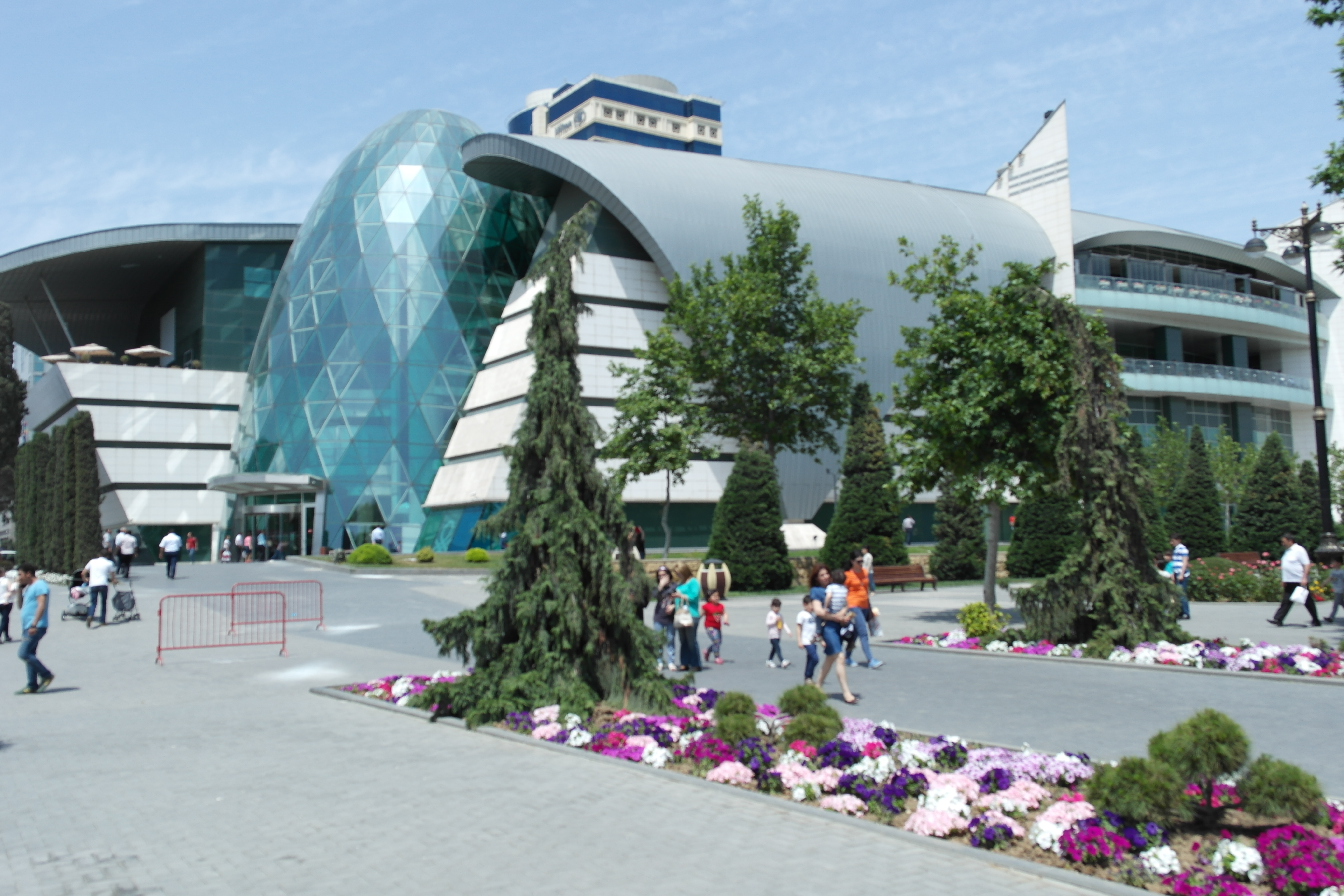
نمایی از بلوار باکو

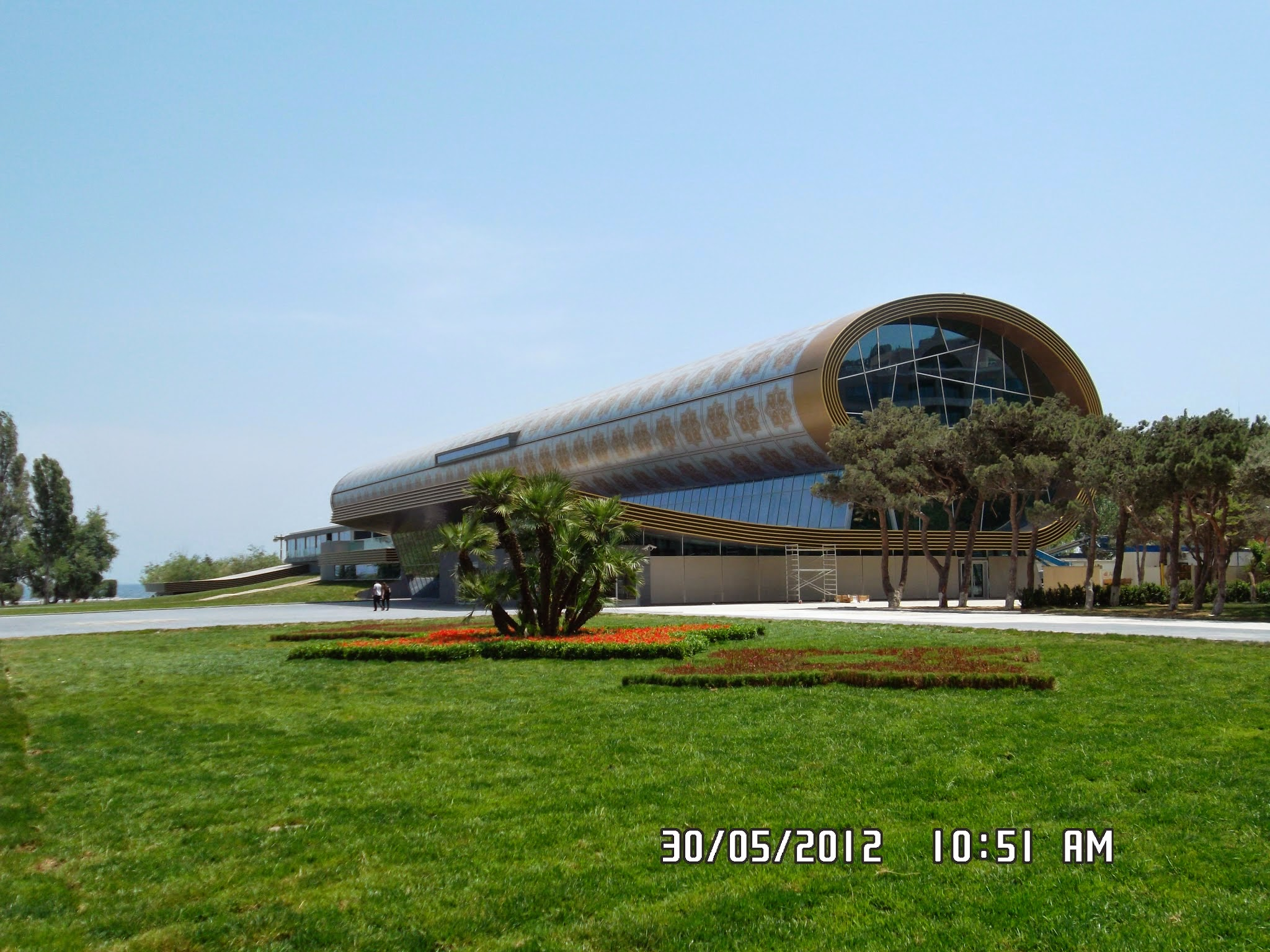
موزه فرش جمهوری آذربایجان